# Управление по защите конкуренции Чешской Республики
Управление по защите конкуренции Чешской Республики (чеш. Úřad pro ochranu hospodářské soutěže, аббревиатура ÚOHS , Народное антимонопольное ведомство) является центральным органом государственного управления Чешской Республики в области конкуренции и государственных контрактов, базируется в Брно. Обладает полномочиями в области защиты конкуренции, надзора за государственными закупками и мониторинга и координации государственной поддержки.

## История
Законом Чешского национального совета № 173/1991 Coll. 26 апреля 1991 года было создано Чешское конкурентное ведомство, которое начало свою работу 1 июля 1991 года. Местом нахождения управления стала не Прага, как столица, в которой находятся все органы государственного управления, а Брно, что должно было сказаться на независимости принятия решений. В 1992 году этот Чешское конкурентное ведомство было заменено Министерством конкуренции. Это изменение было оправдано продолжающейся экономической трансформацией и, прежде всего, ролью министерства в процессе приватизации.
В настоящее время защита конкуренции в Чешской Республике институционально обеспечивается Управлением по защите экономической конкуренции, базирующимся в Брно. Управление начало работать под данным названием с 1 ноября 1996 года, продолжая деятельность бывшего министерства. Компетенция Управления определяется Законом № 273/1996 Coll., с поправками, внесёнными Законом № 187/1999 Coll. Основной задачей данного Управления является создание условий для поощрения и защиты конкуренции, контроля за государственными закупками и общественной поддержкой. В области государственной помощи в 2000—2004 годах Управление урегулировало вопрос о совместимости предоставления государственной помощи с законодательством ЕС. Данный орган был полностью переведён в Европейскую комиссию с 1 мая 2004 года. Управление является консультативным и наблюдательным органом. С февраля 2010 года Управление также является наблюдательным органом за соблюдением Закона о значительном рыночном влиянии и его неправомерном использовании.

## Структура

### Общая структура
В настоящее время Управление возглавляется Начальником управления Канцелярии (Председателем) и делится на 5 направлений. Первым заместителем председателя является Хайнек Бром, который отвечает за Секцию конкурса. Главой Секции государственных закупок является вице-президент Ева Кубишова, а вице-президент Петр Солский отвечает за секцию законодательства и государственного регулирования. Департамент по внешним связям и администрации Управления возглавляет Даниэль Станков. С сентября 2013 года также существует Секция решений второго уровня во главе с Микуликом Микуликом. Данные секции делятся на отделы, осуществляющие непосредственную работу Управления (например, отделы государственных закупок входят в Секцию государственных закупок).
Обеспечением деятельности Управления занимаются внутренний аудитор, директор по безопасности и Кабинет Председателя Управления, подчиняющиеся непосредственно Председателю. В свою очередь Кабинет Председателя Управления состоит из Секретариата Управления и Кабинета советников Председателя.

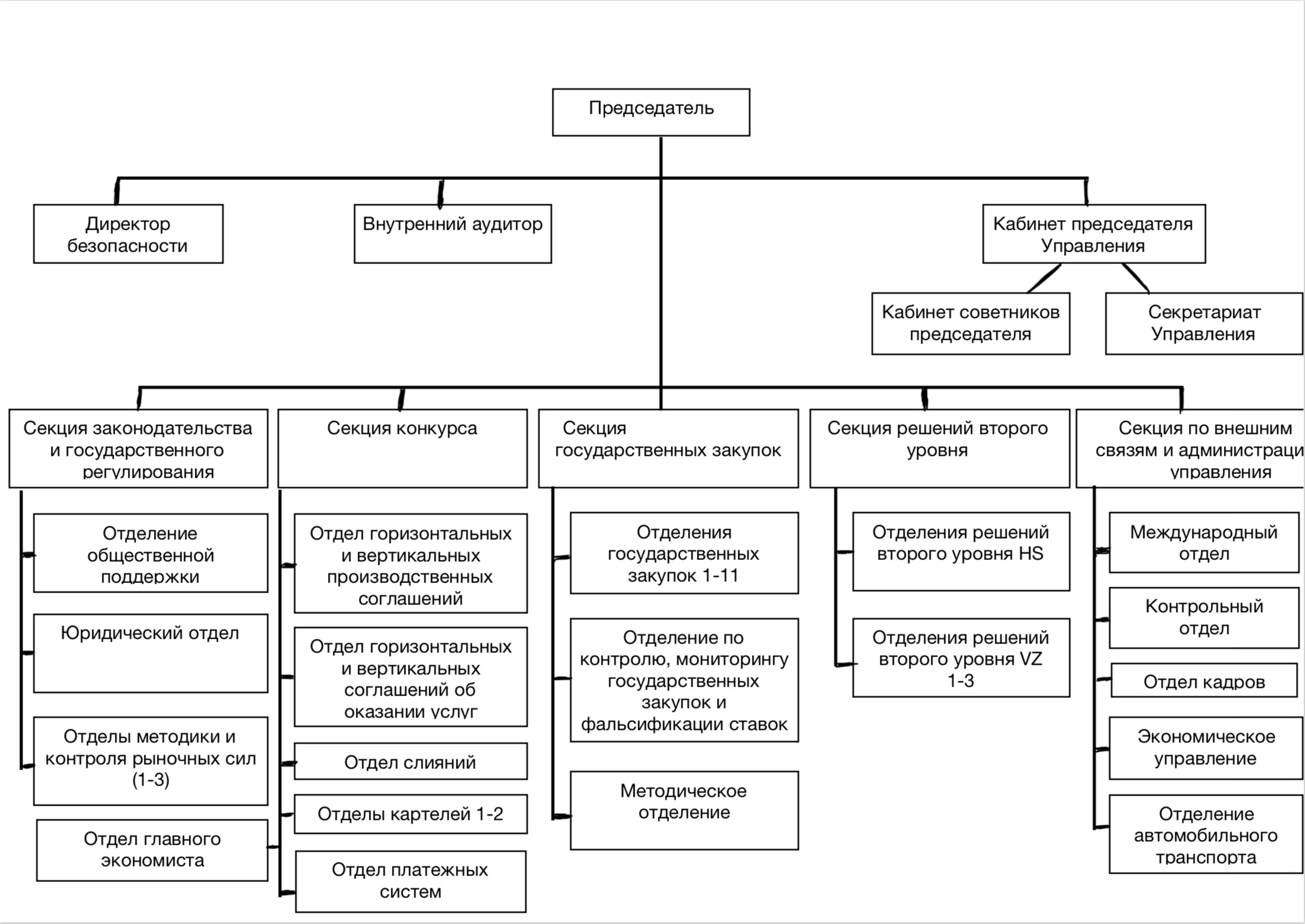
Структура Управления по защите конкуренции Чешской Республики

### Органы управления
Управление осуществляется Начальником управления Канцелярии (Председателем), который назначается Президентом Чешской Республики по предложению Правительства на шестилетний срок. Никто не может быть назначен на данную должность более чем на два срока. Председатель не может быть членом политической партии или политического движения. В данный момент Председателем является Петр Млсна.
Председатель назначает 3 вице-президентов. Вице-президенты выполняют функции в соответствии с решениями Председателя. Вице-президенты имеют право на зарплату, возмещение расходов, и в случае отставки у него есть право на выходное пособие в качестве вице-президента Верховного контрольного управления.
Список Председателей Канцелярии
- Станислав Белехрадек (1991—1998 годы) (Министр в 1992—1996 годах)
- Вацлав Клаус (с 4 июля по 1 ноября 1996 года премьер-министру было поручено руководство Министерством конкуренции, далее Министерство было преобразовано в Управление)
- Йозеф Беднарж (1998—2005 гг.)
- Мартин Пецина (2005—2009 гг.)
- Петр Рафай (2009—2020 гг.)
- Петр Млсна[чеш.] (2020 год — настоящее время)

## Компетенция

### Общая компетенция
Задачей Управления по защите конкуренции является создание условий для поощрения и защиты конкуренции и надзора за соблюдением Закона о защите конкуренции в следующих областях:
1. Запрещённые соглашения
2. Злоупотребление доминирующим положением
3. Конъюнктура конкурентов

В случае потенциального искажения конкуренции на отдельных рынках Управление проводит обзор конкурентных условий на этих рынках, так называемые отраслевые запросы, и предлагает меры по их улучшению. Если орган обнаруживает возможное нарушение закона, он инициирует административное разбирательство и имеет право налагать средства на восстановление конкуренции на рынке или наложение штрафов, до десяти процентов от чистого оборота конкурента за предыдущий закрытый отчётный период. В случае возможного влияния на торговлю между государствами-членами Европейского союза Управление сотрудничает с Европейской комиссией.
Управление выполняет свою задачу посредством следующих мероприятий:
1. контролирует поведение конкурентов в соответствии с принципами законодательства о конкуренции,
2. участвует в создании и корректировке законодательства,
3. вмешивается в антиконкурентную практику, такую как картели или злоупотребление доминирующим положением, когда предприятия могут исправить своё незаконное поведение, которое ещё не оказало существенного влияния на рынок,
4. контролирует государственные закупки и концессии,
5. обеспечивает большую прозрачность и экономию при расходовании государственных средств,
6. контролирует и консультирует по вопросам общественной поддержки в Чешской Республике, чтобы обеспечить соблюдение применимых правил Евросоюза,
7. сотрудничает с поставщиками в уведомлениях о мерах государственной общественной поддержки и представляет их Европейской комиссии для оценки,
8. осуществляет контроль в соответствии с Законом о значительной рыночной власти в продаже сельскохозяйственной продукции и продуктов питания и его неправильного использования в соответствии с которым пытается установить правильные отношения между розничными торговцами и их поставщиками.

### Контроль за проведением государственных закупок и концессий
Управление осуществляет надзор за государственными закупками и концессиями, обеспечивая большую транспарентность в расходовании государственных средств, проверку деятельности государственных закупочных организаций, надзор за договаривающимися органами, участие в разработке и изменении законодательства о государственных закупках и концессиях.
Процедура заключения государственных контрактов (включая концессии) регулируется Законом № 134/2006 Coll. «О государственных закупках».
Договаривающиеся органы обязаны действовать прозрачным, недискриминационным и справедливым образом в отношении участников торгов, чтобы гарантировать, что все потенциальные поставщики имеют одинаковые условия. В соответствии с этими тремя основными принципами тендерная процедура честной конкуренции между участниками торгов и организацией-заказчиком является наиболее экономически выгодной.
Управление, как надзорный орган, проверяет, проводила ли организация-заказчик тендер в соответствии с законом. У Управления нет инструментов расследования для эффективного выявления коррупции в государственных закупках, эта область является областью правоохранительных органов.
Физическое или юридическое лицо может подать жалобу в Управление. Управление её рассматривает и выносит решения об удовлетворении жалобы и возбуждении административного производства или об отказе в удовлетворении.
В случае поданной апелляции окончательный вердикт выдаётся председателем Управления на основании проекта Апелляционного совета. Стороны могут подать иск против окончательного решения Управления по защите конкуренции в районный суд в Брно, возможно, также кассационную жалобу в Высший административный суд. В случаях, когда основные права и свободы могут быть затронуты, Конституционный суд является последней инстанцией.
Управление рассматривает административные правонарушения в соответствии с Законом и вводит санкции за их совершение.
Если организация-заказчик не соблюдает процедуру, установленную для государственного контракта, а договор ещё не заключён, Управление отменяет процедуру заключения государственного контракта.
Управление налагает запрет на выполнение договора, заключённого с публичным контрактом, если организация-заказчик:
— совершает административное правонарушение в соответствии с разделом 120 (1) с)
— совершает административное правонарушение в соответствии с разделом 120 (1) (а) и в то же время административное правонарушение согласно Разделу 120 (1) г)
— совершает административное правонарушение в соответствии с разделом 120 (1) (а) и действует в соответствии с разделом 82 (3).
Управление не налагает запрет на выполнение контракта, если есть особые интересы, связанные с общественными интересами, что требует продолжения исполнения контракта. Экономический интерес к выполнению контракта может рассматриваться как таковой только в исключительных обстоятельствах, когда прекращение контракта приведёт к непропорциональным последствиям.
Управление не должно вводить запрет на выполнение контракта, если последствия этого запрета серьёзно подрывают существование более широкой программы защиты или безопасности, которая имеет основополагающее значение для интересов безопасности Чешской Республики.
Контракт на выполнение публичного договора становится недействительным из-за несоблюдения процедуры в соответствии с Законом только в тех случаях, когда Управление налагает запрет на его выполнение в соответствии с пунктом 2. Он не может быть признан недействительным по другим причинам.
В целях предотвращения нарушений правил государственных закупок и рассмотрения их соблюдения Управление выпускает интерпретирующие заключений по потенциально проблематичным положениям Закона.

### Контроль и консультация по вопросам государственной поддержки в Чешской Республике на соответствие правилам ЕС
Государственной поддержке малого и среднего предпринимательства как важного фактора экономического развития страны в Чешской Республике отводится особая роль. С 1 апреля 2005 г. в Чешской Республике действует «Концепция оказания поддержки малому и среднему предпринимательству». В конце 2005 г. Правительством Чешской Республики принята «Экспортная стратегия развития Чешской Республики на период 2006—2010 гг.». В 2006 г. Министерством промышленности и торговли ЧР (МПТ ЧР) разработана «Концепция поддержки чешских компаний на 2007—2017 гг.» в рамках Операционных программ, финансируемых из структурных фондов Евросоюза. Кроме того, в мае 2007 г. Европейская комиссия утвердила «Программу развития села на период 2007—2017 гг.».
В целом поддержка МСП со стороны государства в ЧР осуществляется в форме оказания информационно-консультационных услуг и помощи в организации и проведении выставочно-ярмарочных мероприятий; финансовой поддержки развития МСП как за счёт средств государственного бюджета, так и структурных фондов Евросоюза; проведения мониторинга реализуемых проектов, а также поддержки МСП при экспорте товаров и услуг.
Финансовая поддержка МСП на региональном уровне осуществляется посредством программ получения грантов регионами из средств Европейского регионального фонда развития (в настоящее время действует 23 программы), а также за счёт средств регионального бюджета. На оказание информационно-консультационных услуг МСП государство предоставляет дотации, контроль за целевым использование которых возложен на Управление по защите конкуренции Чешской Республики. Оплачиваются преимущественно консультации, направленные на анализ состояния предприятия, изучение его сильных и слабых сторон, на внедрение новых форм и методов управления с целью повышения конкурентоспособности выпускаемой продукции.
Наибольшее влияние на развитие МСП за последние годы оказала операционная программа «Промышленность и предпринимательство» (ОППП). ОППП — была разработана Министерством промышленности и торговли ЧР в мае 2004 г. после вступления ЧР в Евросоюз. Её целью являлась поддержка чешских фирм в обрабатывающей промышленности. Финансирование программы осуществлялось следующим образом: 25 % — за счёт средств госбюджета, 75 % — из структурных фондов Евросоюза. Ни один из дотационных проектов не финансировался на 100 %. При этом действовал принцип, что предприниматель выплачивал всю сумму проекта (или определённого этапа проекта) самостоятельно и только после завершения проекта (или определённого этапа), когда он документально доказывал, что декларируемая им цель достигнута, часть денежных средств ему возвращалось в форме финансовых дотаций. Оценка каждого проекта проходила в несколько этапов. Окончательное решение о выделении дотаций принимала специальная комиссия, состоящая из нескольких независимых экспертов, сотрудников МПТ ЧР и Управления по защите конкуренции Чешской Республики.
В марте 2007 г. Правительство Чешской Республики утвердило окончательный вариант документа с названием: «Рамочная стратегическая национальная концепция» (РСНК) и передало его на рассмотрение в Еврокомиссию с целью получения финансовых средств из европейских фондов в период 2007—2017 гг. В июле 2007 г. РСНК была утверждена Еврокомиссией с небольшими замечаниями по отдельным операционным программам.
В целом в Чешской Республике накоплен богатый позитивный опыт поддержки малого и среднего предпринимательства. Рассматриваемая система представляется при первичном анализе сложной и громоздкой. Однако, как показывает практика, учитывая фактор заимствования основных элементов этой системы в странах с развитой рыночной экономикой, а также продолжительный период применения и коррекции вскрывающихся в процессе реализации недостатков, она весьма мобильна и эффективна. Затраченные Евросоюзом и Чешской Республикой средства, в конечном счёте, возвращаются за счёт налогов с развивающихся МСП, развития приоритетных секторов экономики и решения социальных вопросов.

## Судебная практика
В Чешской Республике нет единой базы данных, в соответствии с которой можно было бы судить о случаях принудительного исполнения Закона о конкуренции. Даже если и существуют решения, в которых суды применяют закон ЕС о конкуренции, которые обязательны для отправления для цели их публикации в Еврокомиссию, чешские суды по-прежнему не регистрируют отдельно случаи применения законодательства о конкуренции, а если и регистрируют, то лишь наряду со случаями недобросовестной конкуренции, что делает такие записи непригодными для использования. Когда Управление гражданской службы в прошлом обращалось в гражданские суды, оно просило его предоставить обзор нарушений, связанных с конкуренцией, однако ответы были, в основном, основаны на «воспоминаниях» судей, и, следовательно, результаты были очень случайными. Ситуация осложняется ещё и тем, что, как будет объяснено ниже, Закон о конкуренции редко является единственным юридическим актом, на котором основано судебное решение, и вопросы конкуренции часто «скрыты» в нормах других законов, договорного права, недобросовестной конкуренции и др.
Таким образом, единственный способ получить соответствующую информацию — обратиться к конкретным судам и запросить конкретные данные (что часто оборачивается слишком длительной административной процедурой в соответствии с Законом о свободе информации). Однако, это требует предварительной осведомлённости о том, что конкретный суд в конкретном случае ведет судебное разбирательство с определёнными сторонами процесса; при отсутствии должного освещения в средствах массовой информации такие данные практически недоступны для мониторинга. В то же время, информация, полученная такой процедурой, не может быть репрезентативной, поскольку можно предположить, что в большинстве соответствующих случаев уровень дел «о конкуренции» не соответствует интересам СМИ.
Данные, которые были собраны Управлением по защите конкуренции, не могут быть полными и статистически значимыми. Тем не менее, в соответствии с ними можно сделать некоторые выводы, указывающие на определённые тенденции реального частного применения законодательства о конкуренции в Чешской Республике.
Во-первых, новые случаи правоприменения практически идентичны, начиная с 2001 года; следует ожидать, что новый закон обеспечит более широкое частное развитие в ближайшие годы.
В настоящее время прения по этому вопросу продолжаются, однако никакого заметного увеличения интереса не наблюдается.
Во-вторых, не считая отдельных случаев с точки зрения юрисдикции, основная масса дел практически равномерно распределена между региональными судами, но со значительно большей концентрацией в муниципальном суде в Праге.
В-третьих, только треть случаев касается Закона о конкуренции, в подавляющем большинстве нарушение законодательства о конкуренции было установлено в качестве дополнения к нарушениям основных норм законодательства. В то же время, стоит отметить, что названные нарушения касаются внутреннего законодательства; закон Европейского союза упоминается исключительно редко.
В-четвёртых, успех заявителей в этих случаях пренебрежимо мал. Можно выявить буквально несколько решений, в которых суд становился на сторону заявителя (и то, только частично).
С точки зрения практического развития частного правоприменения в Чешской Республике необходимо иметь репрезентативный отчёт об этих случаях, который позволил бы провести их осмысленный анализ и последующую подготовку мер, направленных на преодоление реальных проблем.
При судебном разрешении споров необходимо руководствоваться принципом bis in idem, означающий право не привлекаться к повторному наказанию. Ярким примером его применения является решение Суда ЕС 2012 года. В деле о картельном сговоре фигурировали крупнейшие европейские и японские концерны-производители электротехнической отрасли. В 2007 г. Комиссия посчитала вину доказанной и оштрафовала компании на общую сумму в 750 млн евро, крупнейшему штрафу в 398 млн евро подвергся немецкий концерн Siemens. Компании обжаловали решение о применении штрафов, указав, в частности, на нарушение принципа ne bis in idem. В 2006 г., параллельно с проведением Комиссией своего расследования, антимонопольное ведомство Чехии, руководствуясь национальным законодательством о защите конкуренции, инициировало разбирательство в отношении участников картельного сговора. Уже в 2007 г. антимонопольный орган Чехии установил, что указанные компании в период с 1 июля 2001 по 3 марта 2004 г. участвовали в картельном сговоре на территории Чехии, нарушая тем самым её законодательство о защите конкуренции. Общая сумма штрафов составила 37 млн евро. Важно отметить, что Комиссия установила последним днем сговора 11 мая 2004 г. Как раз в эти же даты, 1 мая 2004 г. Чехия присоединилась к Европейскому Союзу, а значит законодательство ЕС, в том числе Регламент № 1/2003, с этого момента для Чехии стало обязательным для применения. Таким образом, при признании датой окончания сговора 11 мая Управление не смогло бы взыскать штраф в национальный бюджет.
Областной суд, принявший дело для вынесения нового постановления, обратился в Суд ЕС, который определил, что Регламент № 1/2003 не создаёт препятствий антимонопольным органам государств в применении ими национального законодательства о защите конкуренции в отношении нарушений, совершенных на его территории до присоединения к Европейскому союзу. Суд ЕС, таким образом, определил, что предприятия могут быть оштрафованы одновременно Комиссией в пределах своей юрисдикции и национальным антимонопольным органом за нарушения, имевшие место до присоединения государства к Европейскому союзу, то есть фактически третьим государством, не входящим в ЕС.